# Berberosaurus
 Berberosaurus  ist eine Gattung theropoder Dinosaurier und der älteste bekannte Vertreter der Ceratosauria. Bisher ist lediglich ein sehr fragmentarisches, schädelloses Skelett bekannt, das aus dem Unterjura (Pliensbachium bis Toarcium) Marokkos stammt.
Die Gattung wurde 2007 mit der einzigen Art, Berberosaurus liassicus, wissenschaftlich beschrieben. Berberosaurus ist wissenschaftlich besonders bedeutsam, da es sich um einen der wenigen aus dem späten Unterjura stammenden Dinosaurier handelt. Aus dieser Zeit sind die kontinentalen Faunen nur sehr spärlich überliefert. Als ältester bekannter Ceratosauria schließt diese Gattung zudem eine wichtige Lücke im Fossilbericht, da die nächstältesten Ceratosauria erst im Oberjura (Kimmeridgium bis Tithonium) auftauchen.
Der Name Berberosaurus („Berber-Echse“) weist auf die Berber, die im westlichen Nordafrika leben. Der zweite Teil des Artnamens, liassicus, weist auf den Lias, eine veraltete Bezeichnung für die Epoche des Unterjura.

## Merkmale
Berberosaurus war mit einer Länge von schätzungsweise 6,2 Metern ein mittelgroßer Theropode, der eine ähnliche Größe wie der verwandte Elaphrosaurus erreichte. Von anderen Ceratosauria lässt sich diese Gattung durch eine einzigartige Kombination von Merkmalen abgrenzen: Beispielsweise waren die Halswirbel kurz und stark pneumatisiert (mit luftgefüllten Kammern durchzogen), während das Schienbein (Tibia) von unten betrachtet dreieckig erscheint.

## Systematik
Die systematische Position innerhalb der Ceratosauria ist umstritten: Allain und Kollegen (2007) betrachten Berberosaurus als ursprünglichsten und ältesten bekannten Vertreter der Abelisauroidea, einer Gruppe, die alle abgeleiteten (fortgeschrittenen) Vertreter der Ceratosauria zusammenfasst. Damit wäre Berberosaurus zwar ursprünglicher als Xenotarsosaurus, die Abelisauridae sowie die Noasauridae, aber abgeleiteter als beispielsweise Spinostropheus, Elaphrosaurus und Ceratosaurus. Diese Autoren klassifizieren die triassischen Coelophysoidea als Untergruppe der Ceratosauria, womit Berberosaurus nicht der älteste Ceratosauria, sondern nur der älteste Abelisauroidea wäre. Heute werden die Coelophysoidea jedoch von den meisten Studien außerhalb der Ceratosauria klassifiziert. Die Zuordnung zu den Abelisauroidea basiert auf drei Merkmalen, die sich an den Wirbelbögen der Halswirbel finden.
Carrano und Sampson (2008) klassifizieren Berberosaurus dagegen als außerhalb der Abelisauroidea stehend. Die Autoren stellen fest, dass diese Gattung eine Reihe von Merkmalen zeigt, die ansonsten nur von basalen Ceratosauria bekannt sind, wie beispielsweise die Form der Muskelansatzstellen (Trochanter) des Oberschenkelknochens (Femur). Eine kladistische Analyse kommt zu dem vorläufigen Ergebnis, dass Berberosaurus basaler als Ceratosaurus ist.

## Fund
Das einzige bisher bekannte Skelett wurde nahe dem Dorf Toundoute im Hohen Atlas der marokkanischen Provinz Ouarzazate geborgen. Die Fossilien wurden auf einer Fläche von 4 m² gefunden; 100 m von diesem Fundort entfernt wurde das Holotyp-Exemplar des frühen Sauropoden Tazoudasaurus entdeckt. Die fragmentarischen Überreste von Berberosaurus schließen einen Halswirbel, den vorderen Teil des Kreuzbeins, den zweiten linken Mittelhandknochen, den rechten Oberschenkelknochen, zwei Fragmente der Schienbeine, sowie ein linkes Wadenbein (Fibula) mit ein. Das Skelett wird in der Sammlung des Muséum d’Histoire Naturelle de Marrakech aufbewahrt.